# Tartarin de Tarascon (film, 1908)
Pour plus de détails, voir Fiche technique et Distribution.
Tartarin de Tarascon est un film muet français réalisé par Georges Méliès, sorti en 1908.